# Donato Soltero
Donato Soltero Leal (* vor 1931; † 3. März 1986 in Guadalajara, Jalisco) war ein mexikanischer Sportler und Sportfunktionär, der im Jahr 1943 kurzzeitig Präsident des Club Deportivo Guadalajara und in den 1940er-Jahren zudem Präsident der Asociación de Futbol de Jalisco war.

## Leben
Soltero, der zu seiner aktiven Zeit zumindest Basketball spielte und als Trainer von Fußballmannschaften im Nachwuchsbereich des Club Deportivo Guadalajara tätig war, arbeitete für seinen langjährigen Verein auch als Talentscout und nahm einige Spieler unter Vertrag.
Bevor er 1943 als Präsident des Club Deportivo Guadalajara im Einsatz war, war er beim selben Verein auch als Vizepräsident tätig.